# Diaschistorchis ellipticus
Diaschistorchis ellipticus är en plattmaskart. Diaschistorchis ellipticus ingår i släktet Diaschistorchis och familjen Pronocephalidae. Inga underarter finns listade i Catalogue of Life.